# Gmina Plitvička Jezera
Plitvička Jezera (serb. Плитвичка Језера) – gmina w żupanii licko-seńskiej, w Chorwacji. Siedzibą gminy jest Korenica.

## Położenie
Gmina Plitvička Jezera leży w północno-wschodniej części regionu Lika.

## Demografia
Populację gminy stanowi 4358 mieszkańców (2011), z czego 67,3% stanowią Chorwaci, a 30,5% Serbowie.

## Miejscowości
Miejscowości wchodzące w skład gminy Jeziora Plitwickie:
| - Bjelopolje - Čanak - Čujića Krčevina - Donji Vaganac - Drakulić Rijeka - Gornji Vaganac - Gradina Korenička - Homoljac - Jasikovac - Jezerce - Kalebovac - Kapela Korenička | - Kompolje Koreničko - Končarev Kraj - Korana - Korenica – siedziba gminy - Kozjan - Krbavica - Ličko Petrovo Selo - Mihaljevac - Novo Selo Koreničko - Oravac - Plitvica Selo - Plitvička Jezera | - Plitvički Ljeskovac - Poljanak - Ponor Korenički - Prijeboj - Rastovača - Rešetar - Rudanovac - Sertić Poljana - Smoljanac - Šeganovac - Trnavac - Tuk Bjelopoljski | - Vranovača - Vrelo Koreničko - Vrpile - Zaklopača - Željava |